# 花野
『花野』（はなの、仏: Champs en fleurs、英: Flowering Field）は、日本の洋画家黒田清輝が1907年（明治40年）から1915年（大正4年）にかけて描いた絵画。黒田の生涯における後半期に試みられたほぼ唯一の大作とされ、彼のすべての作品の中でも最大規模の大きさをもつ。未完成の作品。1910年（明治43年）、下絵が白馬会展の第13回展に出展された。カンヴァスに油彩。縦126.5センチメートル、横181.2センチメートル。東京国立博物館に所蔵されている。目録番号はKU-a079。画家の岡田三郎助が1917年（大正6年）に製作した『花野』（佐賀県立美術館所蔵）は、同名の異なる絵画作品である。1925年（大正14年）に審美書院より刊行された和田英作編『黒田清輝作品全集』では『春野』となっている。

## 由来

コラン『夏』、1884年、イェーテボリ美術館所蔵

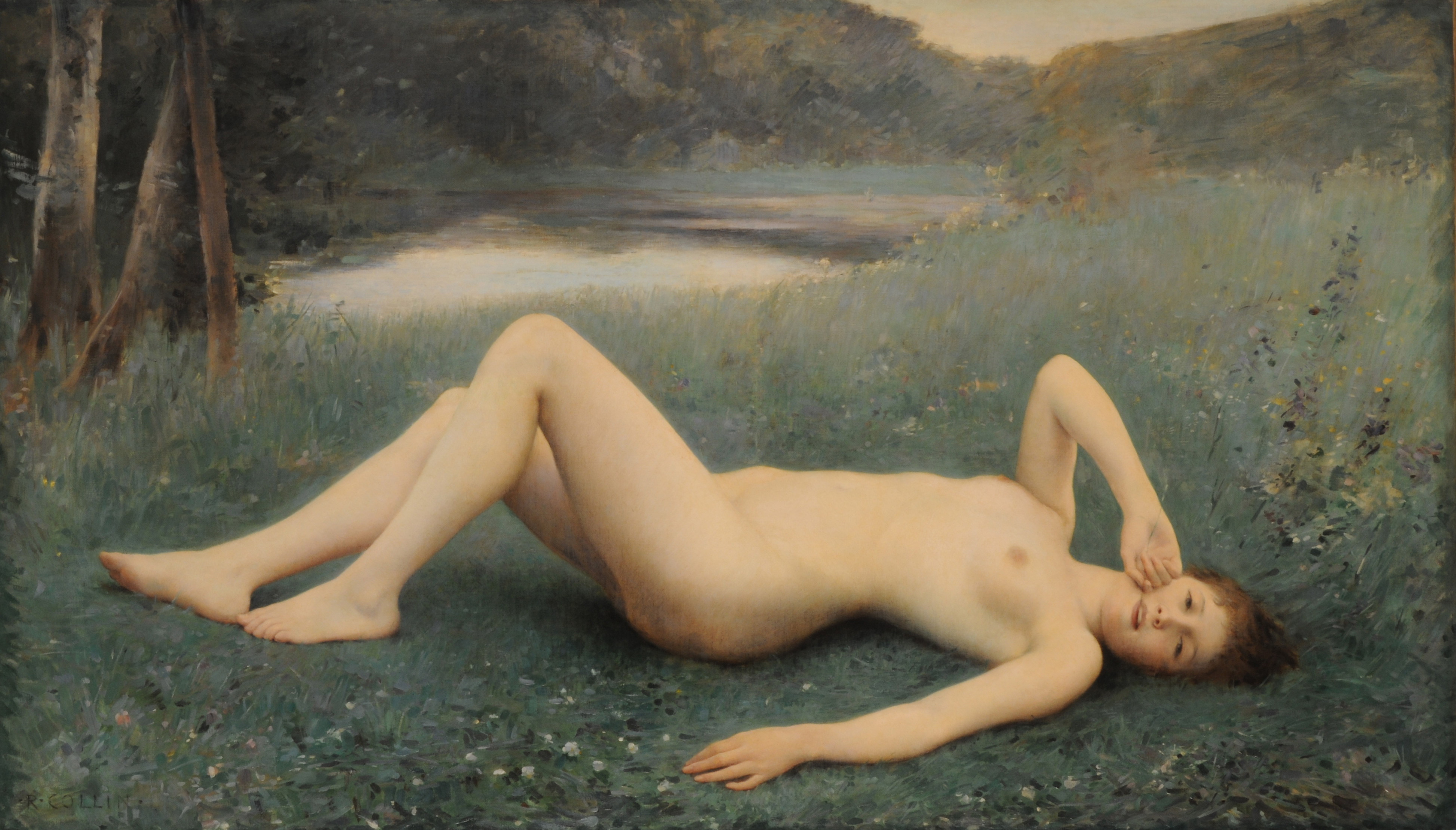
コラン『フロレアル』、1886年、アラス美術館所蔵

西洋のアカデミズムに基づく美術教育は、複数の人物像によって構成される群像を表現することを最終的な目標としていた。アカデミズムの画家、ラファエル・コランに師事した黒田にとって、コラン作品にみられる寓意的な裸婦の群像画を製作することが理想であったとされる。
およそ10年にわたるフランス留学を終了する前年にあたる1892年（明治25年）に黒田は、芸術家村のグレー＝シュル＝ロワンで『夏』という作品に取り組んだ。この作品は、コランの『夏』（1884年、イェーテボリ美術館所蔵）を参考にして取り組まれたもので、戸外における女性の群像画である。コランの『夏』は、縦312センチメートル、横413センチメートルの大きさを有する大作である。
黒田は、日本に帰国した後の1895年（明治28年）に開催された明治美術会秋期展覧会に『夏』の下絵とみられる油彩画『野の遊（下画）』（野の遊（下畵））を『若葉』『田舎の冬』『夏の花壇』『登つて降る道』『針仕事』『田舎道』『荒れ模様』『夕立の前』などとともに出展している。しかしながら『夏』は、完成には至らなかった。
1900年（明治33年）に開催されたパリ万国博覧会において黒田は、コランが描いた『緑野三美人』（緑野ニ三美人図、緑野ニ於ケル三美人、仏: Trois belles femmes、英: Three Beauties in the Field）または『庭の隅』（仏: Coin de jardin）と呼ばれる、前田育徳会所蔵の作品（1895年）を鑑賞した。『緑野三美人』は、衣服を身につけた3人の年若い婦人が野原に身体を横たえている様子を描いた作品である。
人生の後半に至って、黒田が再び戸外における女性の群像画『花野』の製作に取り組んだのは、美術商の林忠正が日本にもたらした『緑野三美人』に刺激を受けたためとされる。黒田は、1907年（明治40年）から1912年（明治45年）の間に『緑野三美人』の一部を模写した『コラン氏筆の部分（模写）』（東京国立博物館所蔵）を製作している。
本画『花野』は、コランの『緑野三美人』のほか、『フロレアル』（仏: Floréal、「花月」の意、1886年、アラス美術館所蔵）に基づいて製作されたものと考えられている。1907年（明治40年）ごろに『花野』のための下絵および画稿が製作された。1908年（明治41年）12月に、林忠正の西洋絵画コレクションを収録した『林忠正蒐集西洋絵画図録』が刊行され、その中にコランの『緑野三美人』があった。
1910年（明治43年）5月10日より上野公園の竹の台陳列館で開催された白馬会展の第13回展に、黒田は『花野』の下絵のほかに『雪庭の夕映』『秋の色種』『木梢の雪』『夏の月夜』『初秋』『紅葉』『庭前の雪』『溪流』『山村』『春の草原』の計11点の油彩画、『婦人肖像』『水のほとり』『森の中』の計3点のパステル画を出展した。これらの作品に対する批評は、おおむね好意的であった。
同年5月、黒田は、コランの『緑野三美人』のほかにアルマン・ギヨマンの『秋景』やジャン＝レオン・ジェロームの『兵馬』などの美術品の購入を斡旋し、前田侯爵家に買い受けさせた。1915年（大正4年）7月に『花野』の製作を再開させ、同年9月まで続行させたが、完成には至らなかった。黒田は、同年9月6日付けの日記に次のように記している。
午後二時過ヨリ画室ニ入リ先ヅ花野図ニ筆ヲ染メ後松侯ノ勲章ヲ写ス—黒田清輝、『黒田清輝日記』、1915年9月6日
黒田は、1916年（大正5年）に開催された文部省美術展覧会（文展）の第10回展を観た後に発表された「文展の感想－スケツチ以上に進みたい」の中で、『花野』を含めた自分の作品はスケッチの域に留まっており、タブローと呼ばれるものになっていないという認識を示している。
私の慾を言へば、一体にもう少し、スケツチの域を脱して、画と云ふものになる様に進みたいと思ふ。まだ殆んどタブロウと云ふものを作る腕がない。（中略）私自身も、今迄殆んどスケツチだけしか拵へて居ない、之から画を拵へたいと思ふ。—黒田清輝、「文展の感想－スケツチ以上に進みたい」、1916年

## 作品

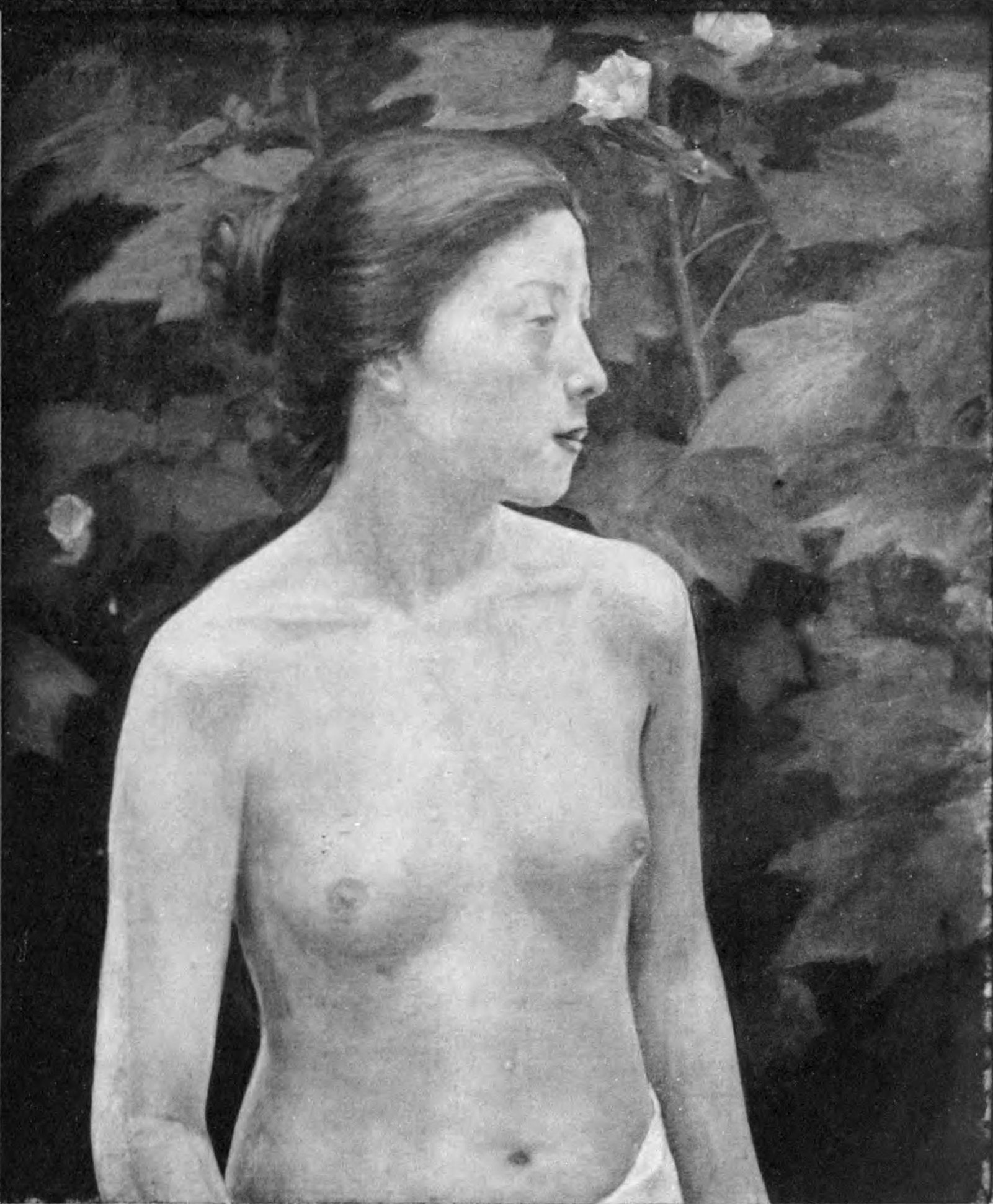
黒田清輝『白芙蓉』、1907年

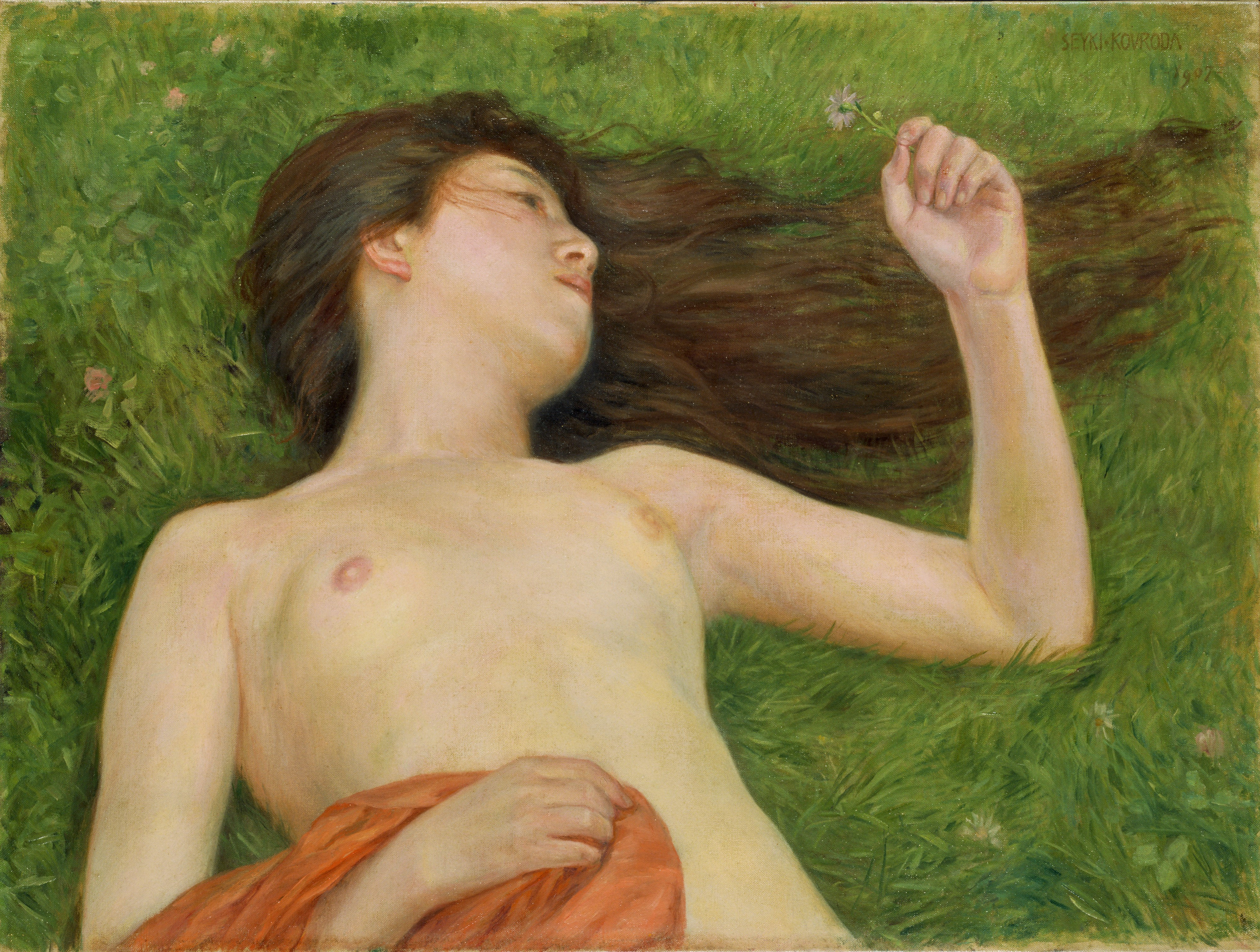
黒田清輝『野辺』、1907年、ポーラ美術館所蔵

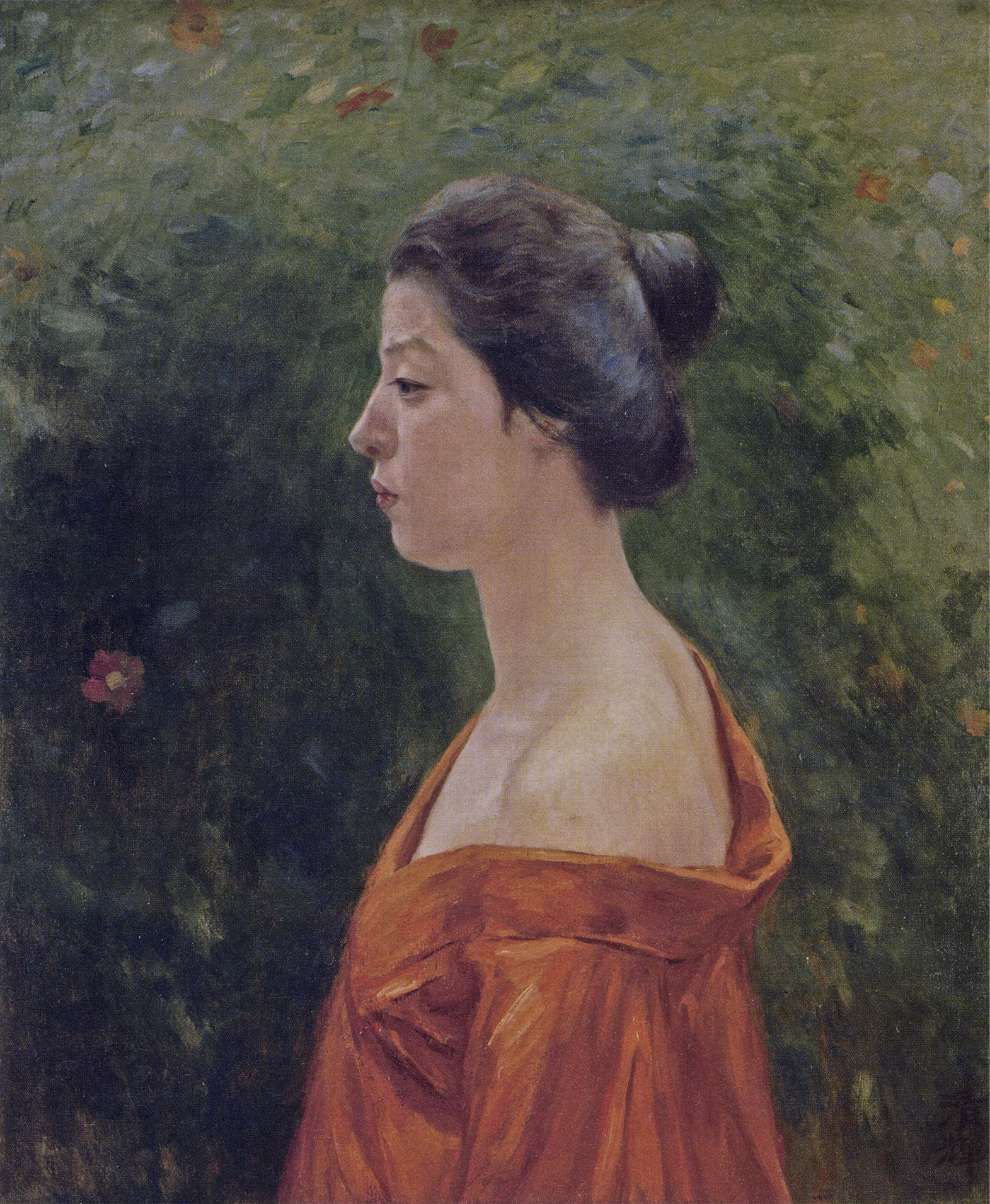
黒田清輝『赤き衣を着たる女』、1912年、鹿児島県歴史・美術センター黎明館所蔵

庭園における裸婦を描いた黒田作品には、文展の第1回展に出展され、1923年（大正12年）の関東大震災で焼失した『白芙蓉』（1907年）をはじめとして、芽吹く草の上に仰向けに寝そべっている裸婦を描いた『野辺』（1907年、ポーラ美術館所蔵、白馬会展第11回展出展作）、庭に芽吹く草を背景として半裸の女性が大きな木の幹にもたれて腰かけている様子を描いた『樹かげ』（1908年、文展第2回展出展作）のほかに『赤き衣を着たる女』（1912年、鹿児島県歴史・美術センター黎明館所蔵）などがあるが、本画もその例に漏れない。
本画には、レンゲソウなどの草花が咲き乱れている戸外の庭園の芝生で、3人の女性が語り合っている様子が描かれている。季節は春である。1人は野原に身体を横たえており、残りの2人は座っている。女性はいずれも衣服を身につけていない。
太陽の柔らかい日差しを浴びている女性らを、やや俯瞰からとらえている。横たわる女性の下半身に腰布が巻かれていたり、横向きや後ろ姿の裸婦が描かれていたりと、穏やかな裸体表現になっているのは、当時の日本社会で存続していた裸体美術に対する批判を考慮したためとされる。手や足の先端部など描きかけの部分が存在するほか、塗り残した部分もある。
画面は全体的に明るい色調で塗られており、この時期の黒田作品の特徴である赤色の多用が本画にもみられる。コランは画面に空を入れない日本的な画風をもつ作品を多く製作しているが、本画もその例にもれない。黒田の『夏』の一部を構成する3人の語り合う婦人が、『花野』では日本人の裸婦に変更して描かれている。署名は『花野下絵』には入っているが、本製作の『花野』には入っていない。

## 画稿・下絵
黒田は、本製作の『花野』のための下絵を1907年（明治40年）に完成させており、そのための画稿も同年またはその頃に製作している。このことから、大きな画面規模をもつ作品を製作することを目的としたアカデミックな手順を踏襲していることがうかがえる。
『花野下絵』（はなのしたえ、花野下繪、英: Study for Flowering Field）は、『花野』のための下絵。1907年（明治40年）に製作された。カンヴァスに油彩。縦33.5センチメートル、横46.0センチメートル。目録番号はKU-a061。東京国立博物館所蔵。和田英作編『黒田清輝作品全集』では『春の野下繪』となっている。構図は『花野』とほぼ同じである。
画面の表面に盛り上がりはあまり見られず、比較的平滑に塗られている。黒田は、人物のうち陽光で明るくなっている部分に白色を混ぜた肌色を上塗りしている。東京文化財研究所のウェブサイトには、「裸婦などの質感を表現することよりも、3人のポーズを取り合わせることや背景の緑色とうまく調和させることなどに重点を置いて製作されている」との旨の記載がある。
『「花野」画稿 (I)』（花野図画稿 (I)、英: Sketch for Flowering Field (I)）は、『花野』のための画稿の1つ。1907年（明治40年）ごろに製作された。縦63.0センチメートル、横47.0センチメートル。目録番号はKU-b068。木炭紙に木炭。東京国立博物館に所蔵されている。鑑賞者に背を向けて座っている女性が描かれている。この女性のポーズは、下絵や本製作のものとでは若干の変化がみられる。
『「花野」画稿 (II)』（花野図画稿 (II)、英: Sketch for Flowering Field (II)）は、『花野』のための画稿の1つ。1907年（明治40年）に製作された。縦31.5センチメートル、横23.9センチメートル。目録番号はKU-c003。木炭紙にコンテ。東京国立博物館に所蔵されている。身体を横たえ、鑑賞者に横顔を向けている女性が描かれている。この女性のポーズはほぼそのまま下絵や本製作に活かされている。

## 比較

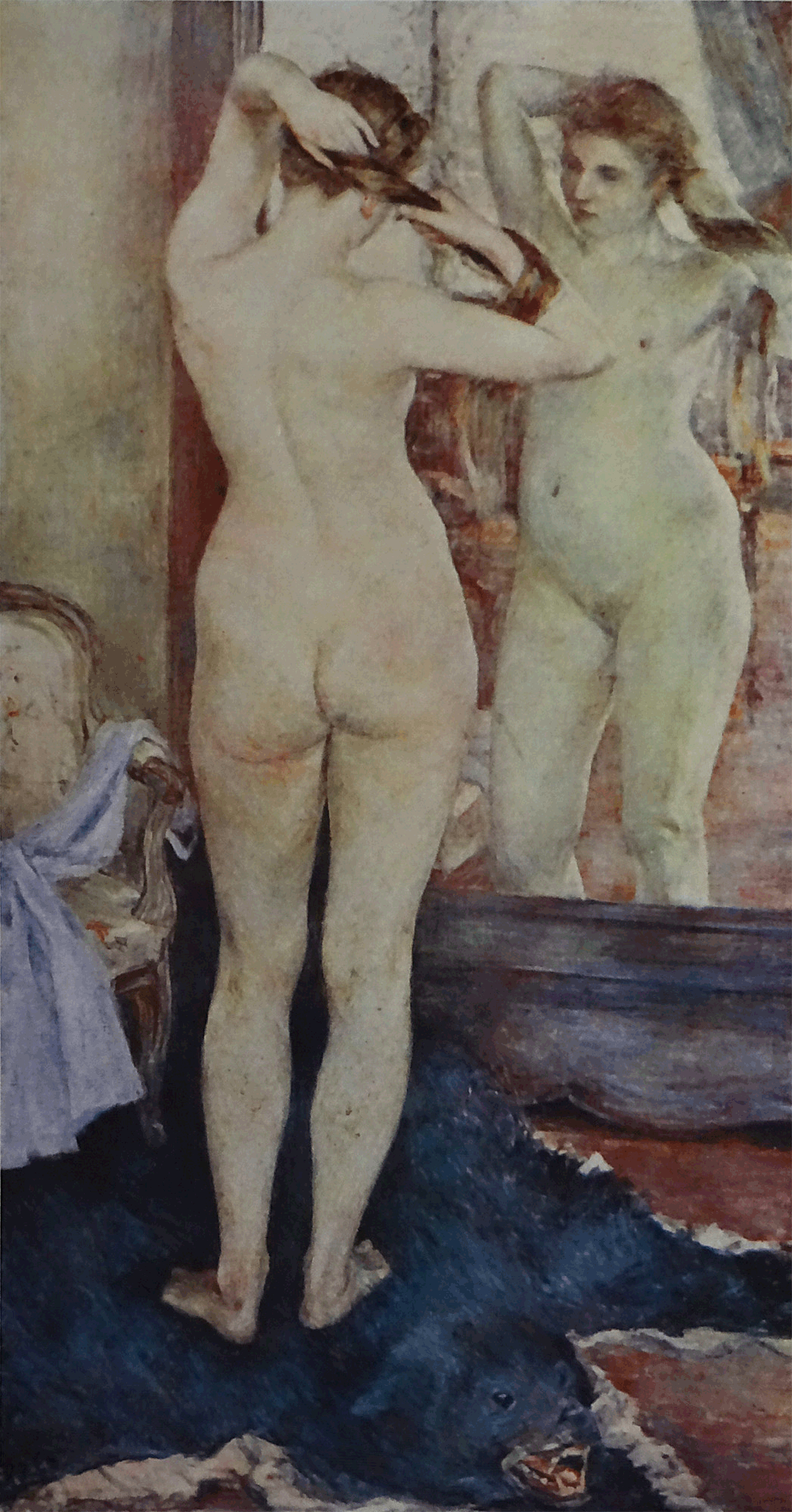
黒田清輝『朝妝』、1892年 - 1893年

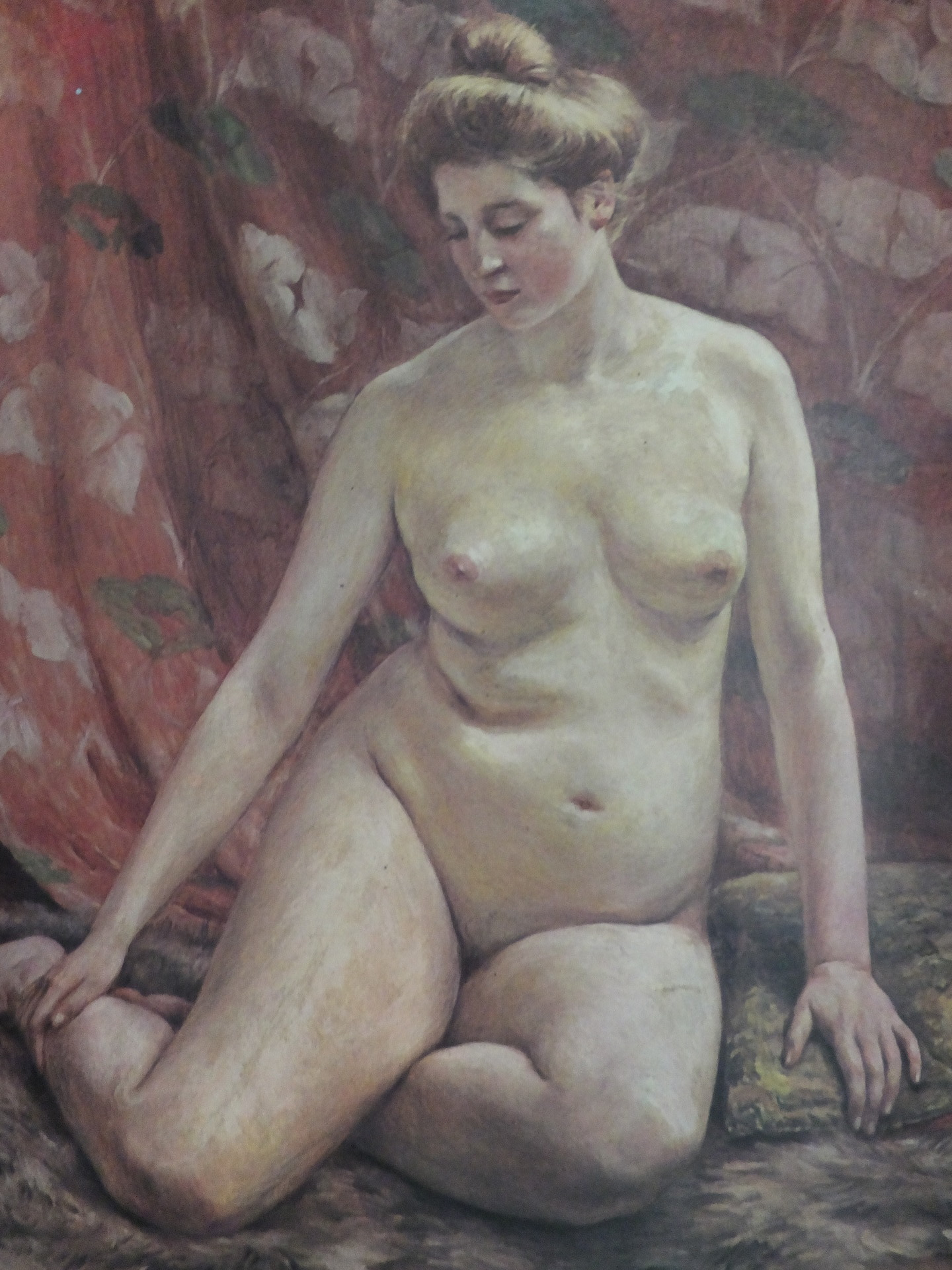
黒田清輝『裸体婦人像』、1901年、静嘉堂文庫美術館所蔵

1895年（明治28年）開催の第4回内国勧業博覧会に黒田の『朝妝』（1892年 - 1893年）が出品された際、裸体画の展示の是非をめぐって大きな論争が巻き起こり、3年後の1898年（明治31年）に同作を掲載した『新著月刊』が新聞紙条例違反で告発され、販売停止処分が下された。また、1901年（明治34年）開催の白馬会第6回展に黒田の『裸体婦人像』（1901年、静嘉堂文庫美術館所蔵）が出品された際には、同作が警察によって取り締まりを受けた。
一方で、1907年（明治40年）の第11回展に出展された裸婦画『野辺』のほか、1910年（明治42年）の第13回展に出展された裸婦画『森の中』（東京国立博物館所蔵）や『花野』は警察による取り締まりを受けなかった。この理由について清水友美は、下半身を布類で覆った像を描いた作品、あるいは下半身自体を画面内に入れずに上半身のみを描いた作品が、裸体画の定型として認識されていたのではないだろうかとの見方を示している。

## 構想画としての『花野』

黒田清輝『智・感・情』、1897年 - 1899年、東京国立博物館所蔵

黒田は、歴史や宗教、神話や哲学、思想などを群像を描くことで表現する、大きな画面規模をもつ構想画（英: composition）を製作することを目標としていた。1898年（明治31年）に完成された『昔語り』のほか、1897年（明治30年）から1899年（明治32年）にかけて製作された『智・感・情』などが構想画に属する。『花野』や『春秋』も構想画であるが、いずれも完成には至らなかった。三輪によると、黒田は『花野』を製作していた頃、本格的な構想画を製作しなければならないという思いが強まっていたという。
三輪は、『昔語り』の後の黒田による構想画は、おしなべてコラン的性格をもつ絵画に舞い戻り、意味や内容を有しない美人画に留まったようであるとした上で、『花野』が未完成のまま頓挫したことは、日本に構想画を取り入れることに失敗したことを意味しているとの見方を示した。

## 評価・議論
白馬会展の第13回展が開催された1910年（明治43年）当時の批評には、次のようなものがある。
黒田清輝氏の作では三六九の「花野」と題した女三人の画が矢張如何しても美しい—三角子、『都新聞』、1910年6月18日
黒田氏の作は何時見ても嬉しい、温い感を起させるものが必ずある、其の一は裸体の女両三草原にある、大作の構図か知らぬが、緑と人体の調和の巧は敬服すべきである—アイ生、『東京毎日新聞』、1910年5月23日
美術評論家の陰里鉄郎や美術研究者の三輪英夫によると、画趣や筆致の面で『花野』は黒田が手がけた作品の中で最もコラン作品に近いとされる。本画が完成に至らなかったことについて陰里は、黒田がスケッチ的性格の強い作品で情緒を表現することに熱中していたことや、社会的な活動で多忙な日々を送っていたことがその理由であるとしている。
美術史研究者の山梨絵美子によると黒田は、多数の人が自然のままの姿、すなわち裸の姿で野原に集まって休憩する様子を描くことを、画家生活の初期から晩年にかけて目標としていたとされる。しかしながらそれは実現されなかった。その理由について山梨は、黒田が美術行政や美術教育に多忙な日々を送り、自らの創作のための時間を作ることがあまりできなかったためであり、神が自分の形を真似て人間の身体を創造したという西洋の考え方が根づいていない日本において裸体画作品を製作することは困難であるためでもあるとの見方を示している。
一般的に本作は未完成に終わったものとされているが、山梨は「未完成と思われる」としており、完成された可能性を排除していない。文部省美術展覧会（文展）は、1907年（明治40年）にフランスの官展であるサロンを模範として創設された。フランス留学時代に『夏』で取り組んだ裸婦の群像画に、文展の創設と同じ年に『花野』で再び着手した理由について山梨は、コランらの作品が出展されたフランスのサロンが歩んだような道を文展も歩むべきと黒田が考えていたためではないかとの見方を示している。
黒田が大正時代に製作した作品の大部分は、庭園風景画や田園情景画、写生画や肖像画で占められており、こうした作品はスケッチの域を脱していないと評価していたとされる。陰里は、こうしたことを反省する中で大きな画面規模をもつ構想画を描くことを決意したのではないだろうかとの見方を示している。戸外における裸婦の群像というヨーロッパ的な構想に立脚しながら、日本的な画風を採り入れていることから、本画はジャポニスムが還流した作例と見なされている。
美術史研究者の中江彬は、『花野』がコランの『夏』を参考にして製作されたとした上で、野原に咲いているタンポポの花を描いた黒田の『春の名残』（1908年、三菱重工業所蔵）が、コランの『夏』の画面右下部に酷似することを指摘し、黒田が『花野』を縦156センチメートル、横210センチメートル程度の作品に仕上げようとしていた可能性を示している。